# Operation Sozialist

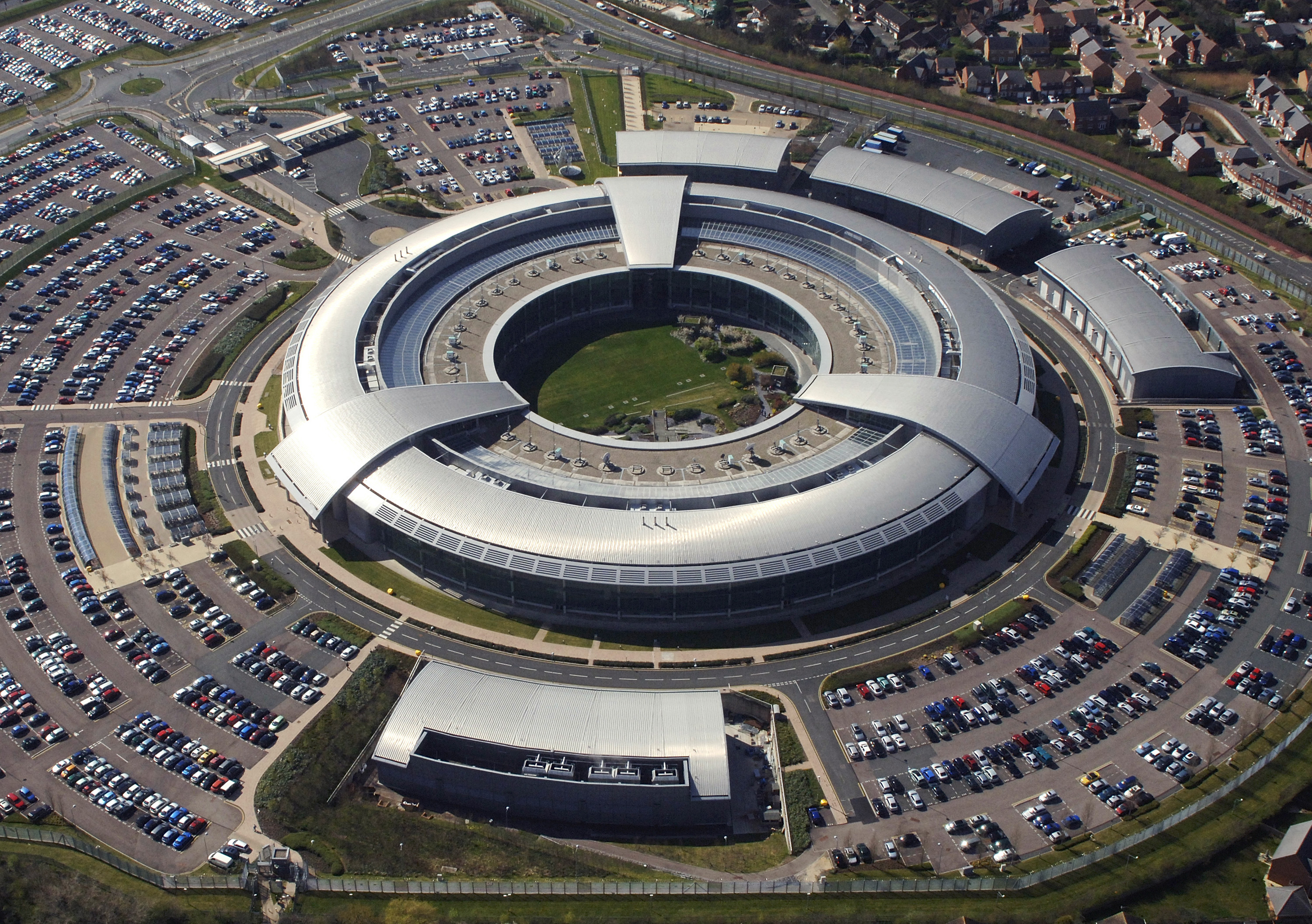
Ein Luftbild des Government Communications Headquarters (GCHQ) in Cheltenham, Gloucestershire.

Operation Sozialist war der Codename eines Cyber-Angriffs durch den britischen Geheimdienst GCHQ auf die Infrastruktur des größten belgischen Telekombetreibers Belgacom.
Als 2012 die ersten Anomalien bemerkt wurden, war es dem Sicherheitsteam von Belgacom nicht möglich, die Ursachen auszumachen. Erst 2013 wurde als legitime Microsoft-Software getarnte Schadsoftware als Quelle der Probleme identifiziert.
Dokumente, welche im Jahr 2013 von Edward Snowden geleakt wurden, bestätigen einen erfolgreichen Einbruch in Belgacoms Infrastruktur durch den britischen Geheimdienst GCHQ innerhalb der Jahre 2010 und 2013, wobei eine Angriffsmethode namens Quantum Insert benutzt wurde. Dabei wurden Belgacom-Mitarbeiter über gefakte LinkedIn Seiten mit Schadsoftware infiziert. Der Cyber-Angriff geschah unter dem Codenamen „OP Socialist“. Das Hauptziel der Infiltration war der Zugriff auf Belgacoms GRX-Betreiber, um der britischen GCHQ das Abgreifen von Roaming-Daten mobiler Geräte zu ermöglichen. Diese konnten daraufhin für Man-in-the-Middle-Angriffe gegen Zielpersonen benutzt werden.
Laut den geleakten Unterlagen wurde Belgacoms Infrastruktur über Jahre hinweg vom GCHQ angezapft. In den öffentlich einsehbaren Dokumenten bezeichnet der Leiter des Network Analysis Centers des GCHQ die Operation als „einen Erfolg“.
Snowden bezeichnete die Operation Sozialist als „das erste belegte Beispiel, in dem ein EU-Mitgliedsstaat eine Cyber-Attacke auf einen anderen getragen hat“ (Englisch: “first documented example to show one EU member state mounting a cyber attack on another…”).